# Стара Халич
Стара Халич (слч. Stará Halič) насељено је мјесто са административним статусом сеоске општине (слч. obec) у округу Лучењец, у Банскобистричком крају, Словачка Република.

## Становништво
| Година:    | 1994. | 2004.   | 2014.   | 2024.   |
| ---------- | ----- | ------- | ------- | ------- |
| Број људи: | 635   | 667     | 685     | 662     |
| Разлика:   |       | +5,03 % | +2,69 % | -3,35 % |

| Година:    | 2023. | 2024.   |
| ---------- | ----- | ------- |
| Број људи: | 645   | 662     |
| Разлика:   |       | +2,63 % |

Према подацима о броју становника из 2011. године насеље је имало 664 становника.